# Herodes Atticus odeion
Herodes Atticus odeion är ett odeion, en byggnad för musikaliska framföranden, på den sydvästra sluttningen av Akropolisklippan i Aten i Grekland.
Odeionet byggdes under 160-talet e.Kr., med stöd från Herodes Atticus. Det byggdes som en romersk teater, med tak och kunde ta upp till 5000 åhörare.
Byggnaden förstördes när Aten anfölls av heruler år 267, och istället för att återställas kom kvarvarande delar så småningom att inkorporeras i stadens befästningsverk. I mitten av 1800-talet påbörjades arkeologiska utgrävningar vid platsen.
Odeionet genomgick en partiell restaurering 1952–1953 med marmor från Dionysos och används bland annat i samband med festivaler, som Atenfestivalen, för musik- och teaterföreställningar.